# 三菱・パジェロイオ
パジェロイオ (PAJERO io) は、三菱自動車工業が生産・販売していた小型SUVである。

## 概要
1998年にパジェロジュニアの後継として発売。パジェロミニをベースに再設計・再開発されたパジェロジュニアとは異なり、パジェロイオはシャシー、ボディともに専用に開発された。デビュー当初は3ドア仕様のみであったが、デビューから僅か2ヶ月後に5ドア仕様が追加された。また、FR仕様をラインナップに加えるも2002年のマイナーチェンジにより3ドア仕様、FR仕様が廃止され、全て4WDの5ドア仕様となる。
4WD車には「スーパーセレクト4WD-i」と呼ばれる4WDシステムを搭載し、後輪駆動の2WD、前輪駆動にビスカスを利用した4WD、センターロックの4WD（ハイギヤード&ローギヤード）の4つの走行モードを選択して走行できる（正確にはSS4-iはセンターデフを持たないため、従来のジュニアのものに、直結とは別に、ビスカスでフロントを繋ぐタイプの4WDモードを追加したもの）。
欧州ではピニンファリーナが生産を担当。この関係もあり、日本でもパジェロピニンのグリルを装着したグレード「ソレント」が2004年までラインナップされた。欧州ではパジェロピニンまたはピニン、北米ではモンテロイオ、スペイン語圏ではショーグンピニン、ブラジルではパジェロTR4と別々の名前で販売。
2007年6月に日本国内での生産を終えた後も、ブラジルでは2014年まで製造されていた。
パジェロジュニアから引き続いて、カープラザでも取り扱われていた（パジェロおよびパジェロミニはギャラン店専売）。

## 初代（1998年-2014年）H61/62/66/67/72/76/77W型
1998年6月15日
発表、販売開始。3ドア、4速AT(非スポーツモード)、1.8L DOHC（GDI）の1本のみ、スーパーセレクト4WD-iでモデルスタート。グレードは「ZX」「ZR」の2グレード体制。CMにはボサノヴァ歌手小野リサの歌う「ムーンライト・セレナーデ」を起用。
1998年8月24日
5ドアモデルを追加。3ドアと同じく、4速AT(非スポーツモード)、1.8L DOHC（GDI）、スーパーセレクト4WD-iのみ。グレードは3ドアと共通の「ZX」「ZR」に、ピニンファリーナとデザイン開発した「ソレント」を加えた3グレード体制。
1998年10月15日
「ZX」「ZR」に5速MTを追加。
1999年1月20日
5ドア「ZR」（4速AT車）をベースに、専用ボディカラーとしてギャラクシーホワイトのモノトーンを採用し、ボディ同色の前後バンパー・ドアミラー・ドアハンドル、サイドシルガーニッシュ、専用シート生地・ドアトリム生地、MMCSを装備した特別仕様車「パールパッケージ」を発売。
1999年8月3日
一部改良（8月31日発売）。「ZR」（4速AT車）のFRモデル、MMCSとナルディ製ステアリングホイールを標準装備した新グレード「ZR-S」を追加。一方で、「ZX」は廃止。
1999年12月1日
特別仕様車「パールパッケージ」を新仕様にて再発売。3ドアモデルを追加した。
2000年6月12日
マイナーチェンジ。外観はフロントグリルやバンパーのデザインを変更し、エンジンを2L DOHC（GDI）（4G94）へ変更、新燃費基準、排出ガス規制をクリア。
併せて、特別仕様車「パールパッケージ」を改良仕様にて発売。再び5ドアのみとなり、ボディカラーにピレネーブラックを追加した。
2000年7月3日
1.8L DOHC GDIターボ（世界初の量産型ガソリン直噴ターボエンジン）搭載の「TR」を追加。外観は専用のフロントグリルやアルミホイールで差別化される。サイドシルガーニッシュ、ルーフスポイラー、フォグランプ、スペアタイヤケース、ナルディ製ウッドステアリングホイールを追加した「スポーティパッケージ」も設定。
2001年11月6日
特別仕様車「パールパッケージII」を発売。
「パールパッケージ」のバージョンアップ版で、ボディカラーを2色から5色に拡大した他、MMCSとフォグランプを装備した「ナビエディション」を設定。
2002年6月
ブラジルで現地生産開始（車名はパジェロTR4）。
2002年9月24日
一部改良。3ドアモデルとFRモデルを廃止し、5ドア4WDモデルのみに。1.8L NAモデルが復活（SOHC、非GDI）し、カタロググレード化した「パールパッケージ」シリーズに設定。1.8L NAモデルは従来のスーパーセレクト4WD-iから一般的なセンターデフ+ビスカスLSD式のフルタイム4WDに変更される。
2003年12月11日
パジェロシリーズ（『パジェロ』『パジェロイオ』『パジェロミニ』）の国内累計販売台数が同年11月30日時点で120万1031台となり、1982年5月の『初代パジェロ』発売から21年6ヶ月で120万台の大台を突破したと発表。内訳は『パジェロ』が60万1697台、『パジェロイオ（パジェロジュニアを含む）』が20万2875台、軽自動車の『パジェロミニ』が39万6459台である。
2004年1月20日
「ZR」（4速AT車）と「パールパッケージ 1.8」をベースに、UV＆ヒートプロテクトガラス、メッキグリル、専用スペアタイヤケース、ターンシグナル付ドアミラーカバーを装備した特別仕様車「アクティブフィールドエディション」を設定（1月23日発売）。2L車には、パイオニア製（カロッツェリア）AV一体型HDDナビゲーションシステム装着車も設定。
2004年12月22日
一部改良（2005年1月7日発売）。「パールパッケージ」シリーズにプライバシーガラスを採用。「ソレント」「TR」廃止（「TRスポーティパッケージ」は継続）。装備の充実とグレードを整理。
特別仕様車「アクティブフィールドエディション」は、新たに撥水加工シートを装備した他、AV一体型HDDナビゲーションシステムを富士通テン製（イクリプス）に変更した。
2006年1月11日
一部改良。特別仕様車からカタロググレード化する形で、ラインナップを「アクティブフィールドエディション」に集約。2Lは5速MTを選べるようになった。全車UV & ヒートプロテクトガラス、撥水加工シートを標準装備。ヘッドライトに光軸調整機構（手動）を追加するとともに、フロントウインカーをクリアーからアンバーへと変更。
2007年6月29日
日本国内生産終了、以降在庫車のみの販売。
2007年7月
ブラジルでフレックス燃料車「パジェロTR4 Flex」を発売。
2007年12月28日
ごく僅かに残った日本国内仕様の在庫分全ての未登録車の車両登録を完了し、日本国内での販売終了。登場から1代9年6ヶ月の歴史に幕を下ろした。生産台数は17万1969台
2009年秋
ブラジルで2010年モデルを発表。デザインが一新される。
2010年11月
ブラジルでTR4 Flexベースのコンペティションモデル（パジェロTR4 ER）が2011年モデルとしてラインナップされる。TR4 Flexとの違いは、ドア・ボンネット・テールゲートの軽量化、7J×16インチアルミホイール＋ピレリ製スコーピオンMTR 225/65R/16の採用、専用に強化されたサスペンションに名門オーリンズ社製のショックアブソーバーを装備すると共に、安全性と快適さを高める為ロールケージとマニュアルエアコンを装備。ステアリングはスパルコ社製の小径スポーツタイプ（パワステ付）に同じくスパルコ社製の5点式安全ベルト＋フルバケットシートを標準装備。搭載されるエンジンは4G94型だがFFV仕様に改造されており、SOHCへとダウンサイズされている。A/T、FR仕様はラインナップされず、全て5速のM/TにSS4-iの組み合わせとなっている。
2014年
ブラジルでの生産を終了。同時期に中国での現地ブランド生産も終了している。

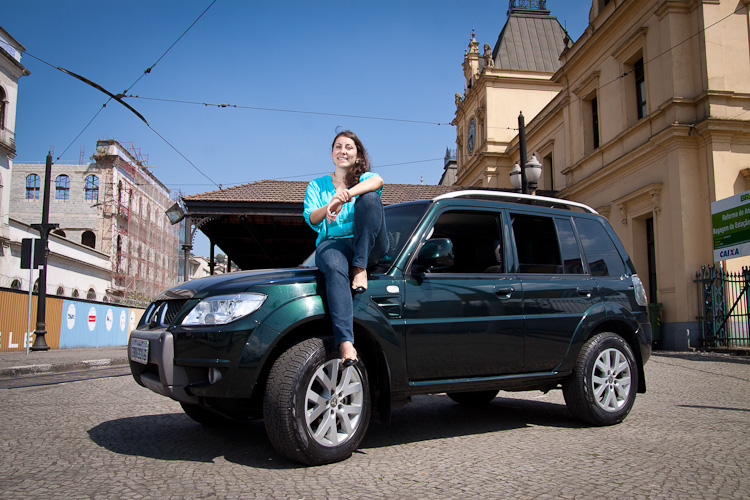
パジェロTR4（ブラジル仕様 2009年）
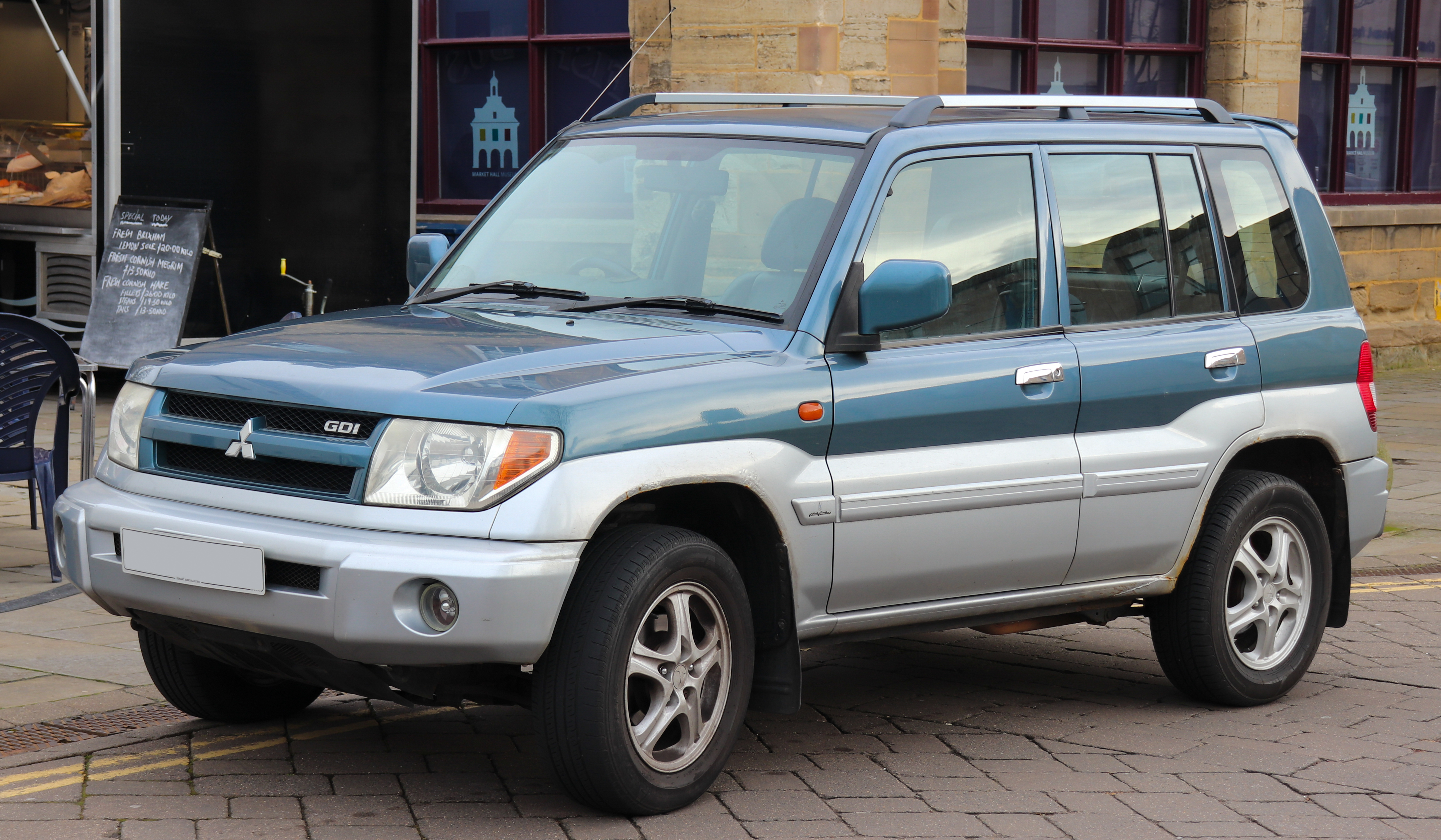
ショーグンピニン フロント
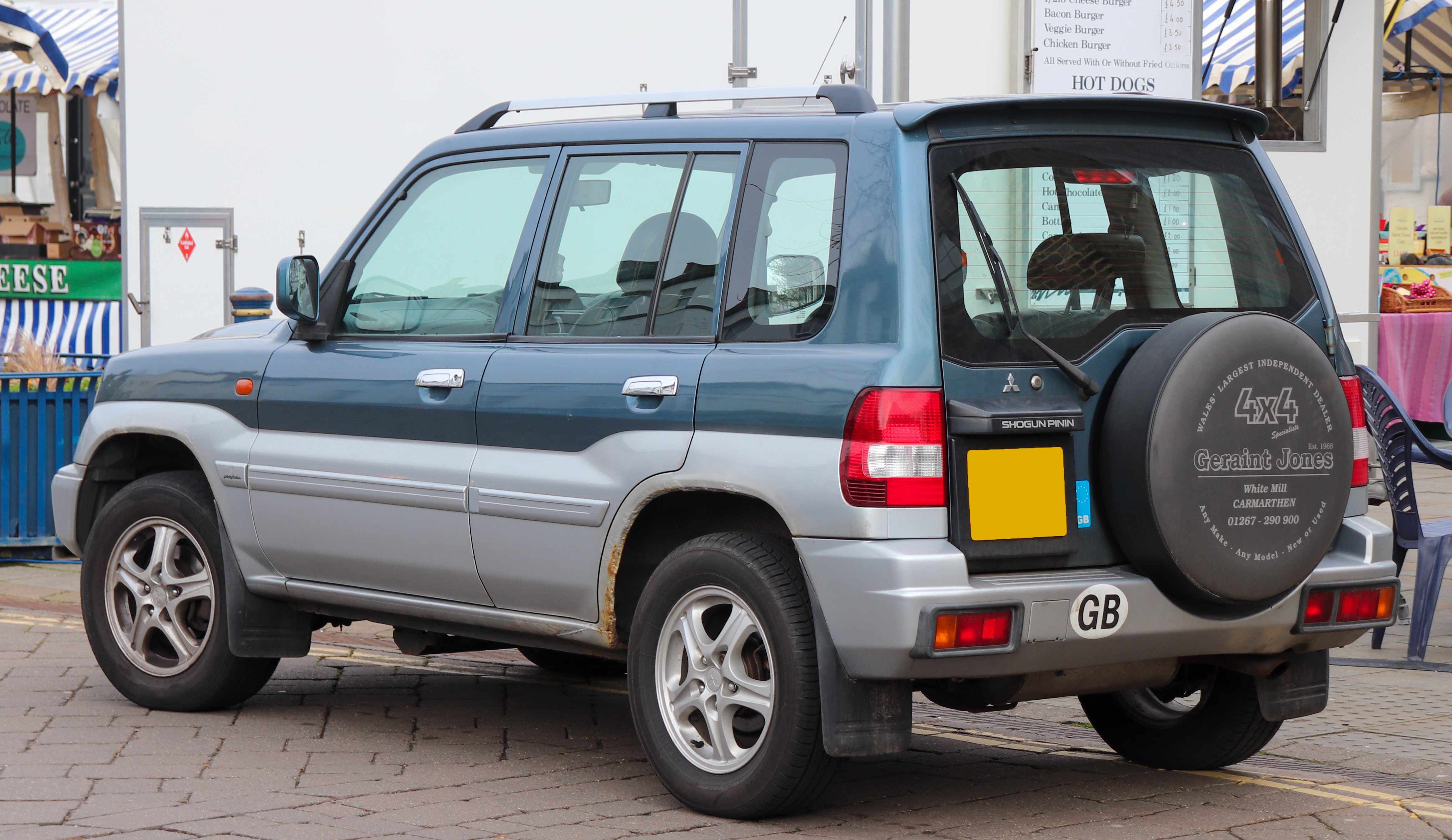
ショーグンピニン リア

## 年間販売
| 年   | 販売   | 販売                     | 販売                   |
| 年   | 日本   | イタリア                 | ブラジル               |
| ---- | ------ | ------------------------ | ---------------------- |
| 1998 | 48,117 | -                        | -                      |
| 1999 | 40,278 | -                        | -                      |
| 2000 | 25,095 | 14,010                   | 3,481                  |
| 2001 | 10,980 | 15,907                   | 2,205                  |
| 2002 | 6,182  | 13,078、15,849（15ヶ月） | 2,482、3,315（15ヶ月） |
| 2003 | 5,954  | 10,425                   | 4,074                  |
| 2004 | 3,568  | 7,643                    | 6,041                  |
| 2005 | 3,395  | 4,456                    | 6,043                  |
| 2006 | 2,915  | 575                      | 5,912                  |
| 2007 | 597    | 2                        | 8,024                  |
| 2008 | -      | -                        | 9,316                  |
| 2009 | -      | -                        | 8,483                  |
| 2010 | -      | -                        | 11,466                 |
| 2011 | -      | -                        | 9,158                  |
| 2012 | -      | -                        | 10,667                 |
| 2013 | -      | -                        | 9,674                  |
| 2014 | -      | -                        | 7,274                  |
| 2015 | -      | -                        | 82                     |
| 2016 | -      | -                        | 8                      |
| 2017 | -      | -                        | 8                      |
| 2018 | -      | -                        | 2                      |

(sources: Facts & Figures 2002Facts & Figures 2005, Facts & Figures 2010, Facts & Figures 2015,Facts & Figures 2017,
Facts & Figures 2018,Facts & Figures 2019,Mitsubishi Motors website)

## 製造工場
- 名古屋製作所岡崎工場（愛知県岡崎市）
- ピニンファリーナ（イタリア） - 欧州向けパジェロピニン
- 長豊汽車
- ミツビシ・モーターズ・ブラジル（ブラジル）

## 車名の由来
- 「PAJERO」は、チリ・アルゼンチン地方南部パタゴニア地方に生息するヤマネコのパジェロキャット（またはパンパスキャット、コロコロ）から。
- 「io」は、イタリア語で「私」。『親しみやすい、扱いやすい私のパジェロ』。
  - 「io」はかつて、同社の中級セダン・エテルナの一グレード名であった。